# المليحات الأمني (القويعية)
المليحات الأمني، هي قرية من فئة (ب) تقع في محافظة القويعية، والتابعة لمنطقة الرياض في السعودية. وتبعد المليحات الأمني عن محافظة القويعية بمسافة تقارب () كم.